# 纽约体育场
纽约体育场是位於英格蘭南约克郡單一管理區羅瑟漢姆都市自治市羅瑟漢姆的足球體育場。可容12,000觀眾，球場於2012年7月揭幕啟用，是罗瑟勒姆足球俱乐部的主場球場。

## 歷史
2008年3月洛達咸再遇財政危機進行債務重組而被接管，成功拯救球會免被清盤後，新任班主兼主席托尼·斯图沃特（Tony Stewart） 與球隊自1907年開始使用的主場米爾摩亞球場（Millmoor）業主保夫家族（Booth family）進行租約商討，保夫家族曾威脅如果其現有權利不獲保留，會採取法律行動阻止球會出售，據報其權利包括足總盃決賽門票、洛達咸主客場貴賓證、每週免費3次使用球會的物理治療等等；但最終未能達成協議而於同年5月被迫暫時搬遷到位於谢菲尔德的唐谷体育场（Don Valley Stadium）展開新球季，由於短期內兩度破產，除被扣減17分外，亦須承諾於四年內重返洛達咸市。
2010年1月洛達咸購入市中心前格斯特和克赖姆斯鑄造廠（Guest and Chrimes Foundry）舊址用作興建新球場，格斯特和克赖姆斯是一所鋼鐵鑄造工廠，其鑄造的標誌性的紅色消防栓在紐約市隨處可見。同年11月興建球場計畫大綱許可獲市議會批准進行。
2011年12月19日洛達咸主席托尼·斯图沃特與在當地出生及成長的榮譽大使2010年世界杯足球赛决赛球證侯活·韋比（Howard Webb）共同宣佈新球場命名「纽约体育场」（New York Stadium），新名字從落選的「鑄造廠」（The Foundry）、「河景體育場」（The Waterfront Stadium）等脫穎而出。命名源於球場所在地舊稱「紐約」，就如附近的布拉莫巷体育场（Bramall Lane）和希爾斯堡球場（Hillsborough）以所在地為名。托尼·斯图沃特（Tony Stewart）亦希望新名字可以吸引來自大西洋彼岸纽约市或更遠處的投資， 正如紐約洋基（New York Yankees） 主席曾宣稱有意投資入主一支英國足球隊。
2011年6月動土，球場於2012年3月12日由根德公爵主持官方揭幕禮。首場賽事是於2012年7月21日舉行對的季前熱身賽，「礦工」（The Millers）以2-1反勝，第一個入球來自班士利的雅各布·梅利斯（Jacob Mellis），而大卫·诺布尔（David Noble）為主隊在新球場取得首個入球。纽约体育场於2012年8月16日舉行首場聯賽，洛達咸淨勝來訪的保頓艾爾賓3-0,，
丹尼尔·纳迪埃洛（Daniel Nardiello）在新球場射入首個競爭性比賽的入球。

## 國際賽
2014年4月16日纽约体育场首次主辦國際賽，由英格蘭U18挑戰到訪的德國，在超過9,000名球迷觀戰下小勝2-1。

## 設計
球場容量為12,000全坐席，將來如有需要，可進行擴建增加容量，建築費約為2,000萬英鎊。
纽约体育场座落洛達咸市中心，與舊球場米爾摩亞球場相距不遠，東面是頓河（River Don, South Yorkshire），西面是鐵路。球場為四看台碗形設計，面積3,100平方米，四邊看台高度略有不同，最高的西看台樓高21米，項蓋舖設超過4,800平方米聚碳酸酯透明膠片增加日照，並從西看台兩側向下作梯級形結構沿南、北看台伸展至東看台。東看台兩側豎立兩座碟形汎光燈塔，輔助西看台頂蓋上一列汎光燈供球場照明。
由於希望除球賽門票外，球場可以開拓更多收入來源以穩定財務收支，球場除設置行政廂房外，亦設有多個大型宴會場所，當中最大是「1925套間」（1925 Suite），可供機構或私人舉行會議或宴會用，當地企業如諾頓財務（Norton Finance）和「Premier Hytemp」已率先成為首批會員的一份子、

### 看台
北看台

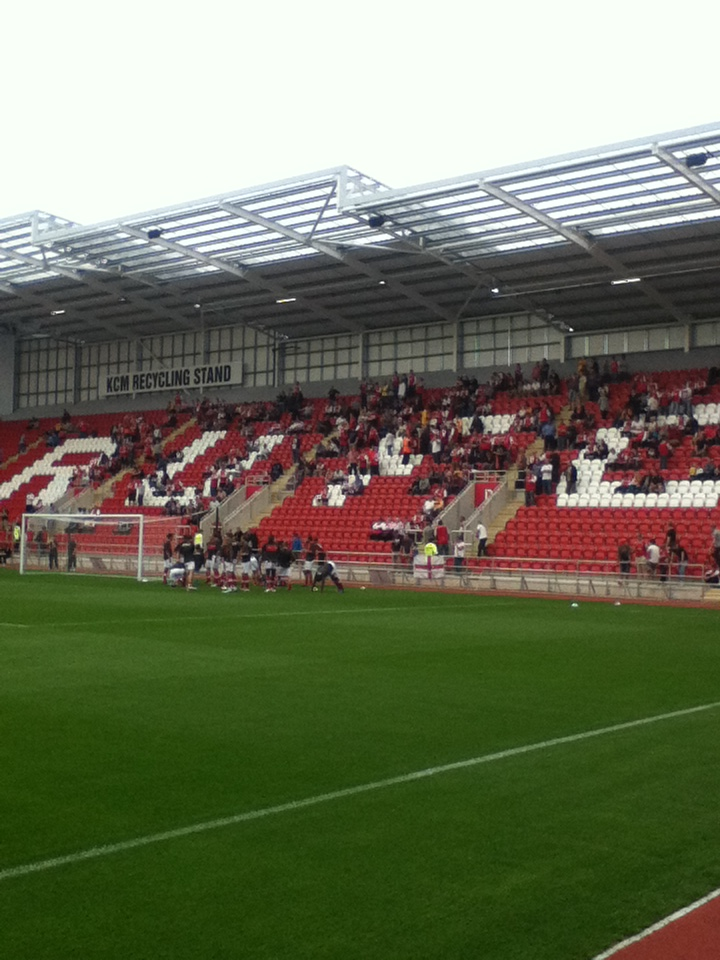
北看台內觀

北看台獲冠名贊助稱為「KCM回收看台」（KCM Recycling Stand），經常被稱為「新蒂沃利」（New Tivoli），是纽约体育场的「科普看台」（kop stand）。可以容納2,000名主場球迷，看台的紅、白座位橫排砌出球會的首字母縮寫「RUFC」。看台位於球门後方，而供客隊球迷觀戰的南看台就在對面。
西看台
西看台獲冠名贊助稱為「埃里克·特威格食品-普卡餡餅看台」（Eric Twigg Foods Pukka Pies Stand），是球場的主看台，附設可容400名賓客的「1925套間」，看台上方中央為行政廂房，外設小型坐席，並且是球員進入草坪的通道所在地，可以容納4,000名主場球迷。
東看台
東看台獲冠名贊助稱為「本·貝內特看台」（Ben Bennett Stand），是球場的家庭看台，同樣可以容納4,000名主場球迷，前方設置兩個圍欄式結構供傷殘人士觀看比賽。
南看台
南看台獲冠名贊助稱為「莫里森看台」（Morrison Stand），看台位於球门後方，家庭看台在其右，而主看台刖在左方，與北看台遙遙相對，南、北看台設計與規模大致相若，只是南看台設置有小型電子記分板。南看台主要供作客球迷使用，約可容納2,000人。

## 未來發展
隨著洛達咸於2013/14年球季透過附加賽連續兩年升班到英格蘭足球冠軍聯賽，其對上一次於2001年升班到次級聯賽亦是背對背升班，球會有意將預留擴建的球場容量增加至16,000人。

## 外部連結
- 官方網站 （页面存档备份，存于）
- footballgroundguide.com:Rotherham United FC New York Stadium （页面存档备份，存于）

53°25′40″N 1°21′43″W / 53.4279°N 1.362°W